# Si ce n'est toi, c'est donc ton frère
Pour plus de détails, voir Fiche technique et Distribution.
Si ce n'est toi, c'est donc ton frère (Carambola, filotto... tutti in buca) est un western spaghetti italien réalisé par Ferdinando Baldi et sorti en 1975.
C'est le second film mettant en scène le couple d'acteurs Paul L. Smith et Antonio Cantafora (imité du couple Bud Spencer et Terence Hill) après Mon nom est Trinita sorti un an plus tôt,.

## Fiche technique
Sauf indication contraire, les informations mentionnées dans cette section peuvent être confirmées par la base de données cinématographiques IMDb,  présente dans la section « Liens externes ».
- Titre français : Si ce n'est toi, c'est donc ton frère[3],[note 1]
- Titre original : Carambola, filotto... tutti in buca[4]
- Réalisateur : Ferdinando Baldi
- Scénario : Ferdinando Baldi, Nico Ducci, Mino Roli
- Photographie : Aiace Parolin (it)
- Montage : Antonietta Zita (it)
- Musique : Franco Bixio, Vince Tempera
- Production : Mino Roli
- Sociétés de production : Aetos Produzioni Cinematografiche
- Pays de production :  Italie
- Langue de tournage : italien
- Format : Couleur - 2,35:1 - Son mono - 35 mm
- Durée : 100 minutes[4]
- Genre : western spaghetti
- Dates de sortie :
  - Italie : 22 février 1975
  - France : 5 mai 1976 (Dijon) ; 30 novembre 1977 (Paris)[3]

## Distribution
- Paul L. Smith : Len
- Antonio Cantafora (sous le nom de « Michael Coby ») : Coby
- Glauco Onorato : Il Supremo
- Gabriella Andreini : Miss Peabody
- Piero Lulli : Le colonel
- Pino Ferrara : Le shérif
- Remo Capitani (sous le nom de « Ray O'Connor ») : Le complice de Il Supremo
- Enzo Monteduro: Jones
- Benjamin Lev: Jeff, l'adjoint du shérif
- Emilio Messina: Ward
- Attilio Severini: Un soldat
- Rodolfo Licari: Le propriétaire du saloon
- Nello Pazzafini: Un complice de Ward (non crédité)